# Earl Madery
Earl Madery (* vor 1955; † im März 2014) war ein US-amerikanischer Tontechniker.

## Leben
Madery arbeitete Mitte der 1950er Jahre erstmals als Tontechniker, seine Karriere begann allerdings erst Mitte der 1970er Jahre mit dem Katastrophenfilm Giganten am Himmel. Es folgten Hollywood-Blockbuster wie Im Auftrag des Drachen und Schlacht um Midway. Für den 1975 entstandenen Steven-Spielberg-Film Der weiße Hai wurde Madery zusammen mit Roger Heman Jr., Robert L. Hoyt und John R. Carter 1976 mit dem Oscar in der Kategorie Bester Ton ausgezeichnet. Für sein Mitwirken an der Fernsehsendung Magnum war er 1983 für einen Primetime Emmy nominiert. Madery starb im März 2014.

## Filmografie (Auswahl)
- 1974: Giganten am Himmel (Airport 1975)
- 1975: Der weiße Hai (Jaws)
- 1975: Im Auftrag des Drachen (The Eiger Sanction)
- 1976: Car Wash – Der ausgeflippte Waschsalon (Car Wash)
- 1976: Familiengrab (Family Plot)
- 1976: Schlacht um Midway (Midway)
- 1977: Schlappschuß (Slap Shot)
- 1979: Airport '80 – Die Concorde (Airport ’80 – The Concorde)
- 1980: Die nackte Bombe (The Nude Bomb)

## Nominierungen
- 1976: Oscar-Nominierung in der Kategorie Bester Ton für Der weiße Hai